# もりのみやキューズモールBASE

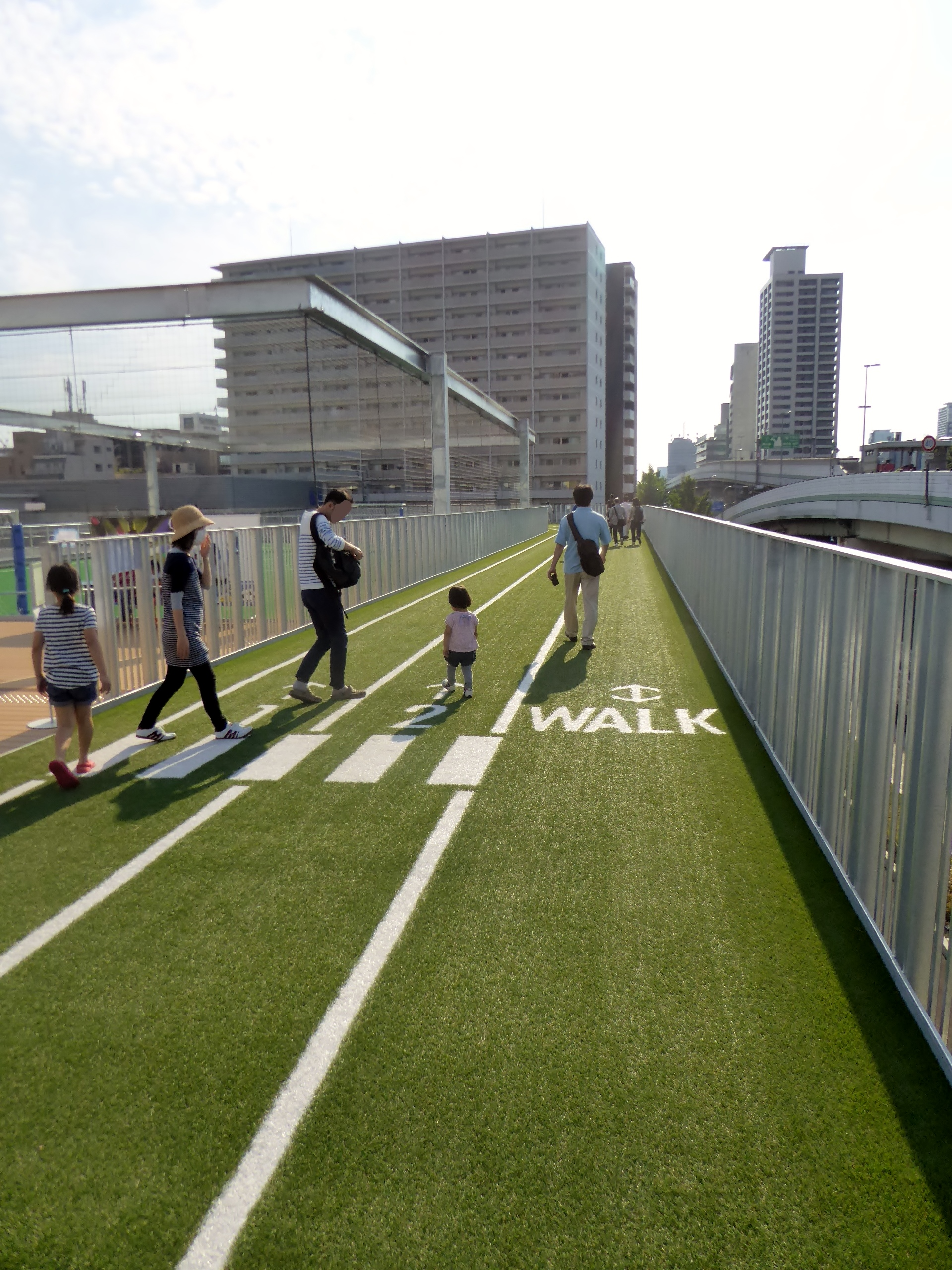
建物屋上にあるエアトラック

もりのみやキューズモールBASE（もりのみやキューズモールベース）は、大阪府大阪市中央区に2015年4月27日に開業したショッピングモールである。
東急不動産が運営する「キューズモール」の4店舗目（新設店舗としては2店舗目）で、日本国内の商業施設では初めて、屋上に本格的なランニングトラック（エアトラック）を常設。日本生命球場（日生球場、1997年閉鎖）の跡地に建設したことから、施設名には野球の塁を意味する英語のBASEを入れている。

## 概要
当施設の敷地では、日生球場の閉鎖・解体後に、分譲マンションのモデルルームやコインパーキングを開設。球場が存在したことを示す施設やモニュメントが建てられなかったため、野球場の輪郭をモチーフに作られた周辺歩道の舗装パネルや、跡地に残ったスタンドの土手（盛り土による土台）・階段・外壁がわずかに球場の面影をとどめていた。
2011年4月26日に大阪市阿倍野区内であべのキューズモール（「キューズモール」最初の店舗）を開業した東急不動産は、球場および跡地の所有者である日本生命保険に対して、「球場の記憶を継承し、地域に愛され、ともに発展していく」商業施設としての再開発計画を提案。2013年2月28日には、球場跡地に事業用定期借地権を設定することで両社が合意した。
東急不動産では、関連会社の東急スポーツオアシスを当施設のキーテナントとして誘致する一方で、アスリートネットワーク（関西を中心にトップアスリートが理事・会員に名を連ねる一般社団法人）・まちライブラリー（大阪市中央区に本部を置く一般社団法人）との間で施設パートナー契約を締結。「スポーツや健康に特化したコミュニティ型ショッピングセンター」 として従来の商業施設と一線を画すとともに、物販向けスペースの面積を全体の4割程度にとどめた。
施設正面の外観には、日生球場の跡地を活用することにちなんで、球場の形をモチーフにしたデザインを採用した。また、陸上競技の短距離選手として長らく世界レベルで活躍した朝原宣治（アスリートネットワーク副理事長、北京オリンピック男子4×100mリレー銅メダリスト）の監修・竹中工務店との共同開発によって、「エアトラック」（1周約300mの照明設備付き人工芝トラック）を屋上に3レーン（ランニング用2レーン・ウォーキング用1レーン）設置。施設の一角には、スーパースポーツゼビオのプロデュースによる総合クライミングジム施設「Climbing Bum（クライミング　バム）」 や、「まちライブラリー@もりのみやキューズモール」（市民参加型のコミュニティ・ライブラリー） などを入れている。
2015年4月27日に、49店舗 でグランドオープンを迎えた。なお、「エアトラック」については、施設近隣の中央区玉造に本社がある森下仁丹がグランドオープン後に複数年契約で命名権を取得。同社の新ブランド「ヘルスエイド」を冠した機能性表示食品の発売開始（同年6月19日）に合わせて、翌20日から「ヘルスエイド　エアトラック」という呼称を用いている。

## 沿革
- 1997年（平成9年）12月 - 日本生命球場が閉場[14]
- 2013年（平成25年）2月28日 - 日本生命保険が旧日本生命球場跡地の事業用定期借地権の設定について東急不動産と合意[14]
- 2014年（平成26年）8月28日 - 「もりのみやキューズモールBASE」の名称発表[7][15]
- 2015年（平成27年）4月27日 - 「もりのみやキューズモールBASE」開業[1][2]

## 主な施設
2015年9月時点での情報を基に記述。敷地内には、以下の施設に加えて、ドッグラン・フードコート・カルチャーセンター・複数の医療機関などが存在する。
- ヘルスエイド　エアトラック
  - 敷地内にある6棟の建物の屋上をまたがる格好で設置。竹中工務店と東急不動産は、グランドオープンまでに、「エアトラック」の特許および商標登録の出願を済ませている[10]。
  - 平日と土曜日には9:00 - 23:30、日曜日と祝日には9:00 - 20:30に開放している（イベントの準備・開催などで利用できない時間帯を除く）。トラックの利用は無料で、基本として予約も不要。トラック上からは、大阪城の天守閣、森ノ宮ピロティホールの屋根、大阪ビジネスパークの高層ビル群などを外周フェンス越しに望める。さらに、天神祭の本宮（7月24日）の夜には、大川の沿岸から打ち上げられる奉納花火を眺められる。
  - トラックの内側と外側には、ベビーカーの停車場所・水分の補給場所・東急スポーツオアシスが運営する「フットサルパーク」（オンライン完全予約制・ナイター照明設備付きのフットサルコート）を1ヶ所ずつ設置。日没の直前からは、トラックの随所で照明が点灯する。また、トラックの外側にある「adidas RUNBASE Osaka」（adidasが運営するランニングステーション）では、時間帯限定でロッカールーム・シャワー設備・ランニング用品のレンタルサービスを提供している[16]。
  - 全3レーンのうち、最も外側のレーンをウォーキング専用（WALKレーン）に設定。残りの2レーンはランニング専用で、右回り（時計回り）でのランニングや立ち止まりを禁じている。また、レーンを横断できるゾーンを2ヶ所に限定。30名以上の集団で利用する場合には、1階の防災センターへの事前申し込みを求めている。
- Climbing Bum
  - 正面エントランス付近の棟の1階で営業。高さ約12.5mのクライミングウォールと、高さ約4.5m・幅20m以上のボルダリングウォールを設置している関係で、2階の一部も吹き抜け風に使用している。また、クライミングウォールには、「関西地方では最も多い」という4台のオートビレイ機を設置。ジムの向かい側の棟には、スーパースポーツゼビオもりのみやキューズモール店 がある。
- アスリートネットワークラボ
  - 「スポーツを通じて社会の課題を解決する“アスリート市民”の育成」という理念の下に、アスリートネットワークが2階の一角で運営するスポーツラボ。トレーニングジムやアンテナショップとしての機能を擁するほか、理事や会員であるトップアスリート（朝原・奥野史子・岡本依子・山本良介など）が成人・子ども向けに監修した有料トレーニングプログラムを、当施設の内外で随時実施している。
- まちライブラリー@もりのみやキューズモール
  - 書籍と雑貨を扱うカフェを大阪市内で3店舗運営する「STANDARD BOOKSTORE」のカフェ、FM COCOLOのサテライトブース、親子が靴を脱いでくつろげる「キッズスペース」を併設した2階のコミュニティ・ライブラリー。周辺地域に多数のファミリーやシニア層が居住するにもかかわらず、公共の図書館が存在しないことから、「地域文化の支援の場」や「地域コミュニティの場」として機能することを目指している[11]。
  - ライブラリーは、あらゆる世代が楽しめる本の寄贈を受け付けることを視野に、蔵書のない状態で開業。寄贈や「植本祭」（「植樹のように本棚を育てる」というコンセプトで参加者が本を持ち寄るイベント）などを通じて集まった本やグッズを、時期に応じて配架する[11]。会員に登録すれば、大半の蔵書を借りられるほか、カフェの割引サービスなどの特典を受けられる。
  - FM COCOLOのサテライトブースでは、当施設のオープン直後（2015年5月2日）から、加美幸伸をDJに起用した番組『SATURDAY MAGNIFICENT CAMP』を毎週土曜日の14:00 - 18:00に生放送。「社会+アート（デザイン）」をテーマに、当ライブラリーの特性を生かした企画やイベントを随時実施している。
- BASEパーク
  - 日生球場の外野グラウンド・レフトスタンドの跡地（敷地北東側の1階部分）に設けられた人工芝の屋外型イベントスペースで、正面エントランスと3つの施設棟に囲まれる格好で配置。球場のイメージを再現すべく、野球のダイヤモンド状に整備されている。さらに、人工芝の上には、ピッチャーズプレートとホームベースが公認野球規則に定められた間隔（18.44m）に沿って白色の塗料で描かれている。
  - 日生球場のマウンドやホームベースが実在した場所は、当施設の敷地の北西側に当たる。当施設のグランドオープン後は、この場所を2階エリアに通じる緩やかな坂に仕立てたうえで、西側のエントランスなどに用いている。

## 主なテナント
- ライフ セントラルスクエア
- エディオン
- カルディコーヒーファーム
- ハニーズ
- スーパースポーツゼビオ
- ABC-MART
- ニトリ デコホーム
- オーエスドラッグ
- セリア
- 眼鏡市場
- コンタクトのアイシティ
- TOWERmini
- 東急スポーツオアシス
- 西松屋